# Ullstein Bücher
Ullstein Bücher är en omfattande tysk skönlitterär bokserie utgiven på 1960-talet av Ullstein-Verlag.
| Volym | Titel                              | Författare            | Utgivningsår |
| ----- | ---------------------------------- | --------------------- | ------------ |
| 343   | Das Feigenblatt der schönen Denise | Hugo Hartung          | ?            |
| 532   | Aberglaube für Verliebte           | Herrmann Mostar       | ?            |
| 560   | Das schwarz-weiβ-rote Himmelbett   | Hans Rudolf Berndorff | ?            |
| 592   | Das Rätsel in Dir                  | S. Fischer-Fabian     | ?            |
| 2638  | Liebe im Schnee                    | S. Fischer-Fabian     | 1968         |